# Guillaume de Posch
Guillaume de Posch (* 16. Februar 1958 in Arlon, Belgien) ist ein belgischer Medienmanager. Von 2004 bis Ende 2008 war er Vorstandsvorsitzender der ProSiebenSat.1 Media AG. Danach war er bis Ende 2017 Co-CEO der Luxemburgischen RTL Group.

## Leben
Nach dem Abitur leistete de Posch seinen Wehrdienst bei der belgischen Armee in Deutschland ab und studierte dann von 1978 bis 1982 Betriebswirtschaft an der École de Commerce Solvay in Brüssel. Ab 1984 arbeitete er beim internationalen Energie- und Dienstleistungskonzern Tractebel S.A. (heute Suez-Tractebel S.A.). In der Engineering Division war er vor seinem Ausscheiden Vice President Far East in Hongkong.
1990 wechselte de Posch zu McKinsey & Company Belgium, bis er von 1993 bis 1997 für die luxemburgische CLT (Compagnie Luxembourgeoise Telediffusion/heute RTL Group) arbeitete und dort die Fernsehaktivitäten in den französischsprachigen Ländern verantwortete. Von 1997 bis September 2003 arbeitete de Posch beim französischen Bezahlfernsehsender TPS (Télévision Par Satellite) u. a. als stellvertretender Geschäftsführer.
De Posch wurde im September 2003 in den Vorstand der ProSiebenSat.1 Media AG bestellt und hielt dort anfangs die Position des Chief Operating Officer inne. Anfang Mai 2004 wurde de Posch zum Vorstandsvorsitzenden und Geschäftsführer der ProSiebenSat.1 Media AG bestellt und war damit Nachfolger von Urs Rohner. Er verließ das Unternehmen 2008 und arbeitete als selbstständiger Berater. Zum 1. Februar 2012 wurde er zum Chief Operating Officer der RTL Group in Luxemburg berufen und folgte bereits am 18. April zusammen mit Anke Schäferkordt als co-CEO auf den langjährigen Vorstandsvorsitzenden Gerhard Zeiler. In dieser Funktion wurde er auch in das Group Management Committee der Konzernmutter Bertelsmann berufen.
De Posch lebt derzeit in Brüssel, ist verheiratet und hat drei Söhne. Seine Frau ist Deutsche.